# 게파래과
게파래과(Ulvellaceae)는 갈파래강 갈파래목에 속하는 녹조류과의 하나이다. 9속 97종으로 이루어져 있다.

## 하위 속
- Acrochaete - 3종
- Endoderma - 유일종 E. jadinianum
- 곤지점말속 (Entocladia) - 16종
- Epicladia - 8종
- Pringsheimiella - 2종
- Pseudopringsheimia - 유일종 P. confluens
- Syncoryne - 유일종 S. reinkei
- Trichothyra - 유일종 T. irregularis
- 게파래속 (Ulvella) - 가지녹색실딱지 (U. viridis) 포함 64종